# タラ・リピンスキー
タラ・クリステン・リピンスキー（Tara Kristen Lipinski 1982年6月10日 - ）は、アメリカ合衆国ペンシルベニア州フィラデルフィア出身のリトアニア系アメリカ人女性フィギュアスケート選手で現在はプロスケーター。1998年長野オリンピック女子シングル金メダリスト。1997年世界フィギュアスケート選手権優勝。

## 経歴
1982年フィラデルフィアに生まれ、3歳でローラースケートを始める。フィギュアスケートは6歳のときに始めた。1994年の全米選手権ノービスクラスで2位となり、翌1995年全米選手権ではジュニアクラスで2位、同年世界ジュニア選手権で4位となり注目を集めた。
1995-1996年シーズン、全米選手権ではシニアクラスで3位となり、優勝が期待された世界ジュニアでは5位、初参戦の世界選手権ではショートプログラムでコンビネーションと単独の3フリップで転倒し23位スタートとなったが、フリープログラムでは3サルコウ+3ループ、2アクセル+ハーフループ+3サルコウを含む全てのジャンプを成功し、フリー単独では11位、総合15位となった。このあとコーチをリチャード・キャラハンに変えた。
1996-1997年シーズンより本格的にシニアに参戦する。チャンピオンシリーズのスケートカナダおよびスパルカッセン杯で2位、ラリック杯で3位、ファイナルでは優勝を果たす。続く全米選手権優勝、世界選手権優勝と一気に世界の頂点に上り詰めた。
この快進撃の原動力となったのは、3回転-3回転のコンビネーションであった。当時リピンスキーはトリプルループ-トリプルループという、当時の女子シングルではかなり難易度の高いコンビネーションジャンプを用いていた。
1997-1998年シーズン、ミシェル・クワンにスケートアメリカ、全米選手権で敗れて2位になるも、持ち味である3回転ループ-3回転ループ、終了間際にトリプルトウループ-シークエンス（ハーフループ）-トリプルサルコウを跳ぶという2つの難度の高いコンビネーションを武器に、技術的に魅せる構成を組む。このコンビネーションに失敗しても、後半でダブルアクセル-シークエンス-トリプルサルコウ-ダブルループの3連続ジャンプに即席で挑戦するなど常に意欲的な姿勢で可能性を見せた。

### 長野オリンピック
長野オリンピック本番では、ショートプログラムで序盤のトリプルルッツ-ダブルループのコンビネーションジャンプが、ルッツの踏み切りがインサイドとなるミス（いわゆるフルッツ）が有り、同じアメリカ代表のミシェル・クワンに次いで2位発進となる。そして逆転優勝をかけたフリースケーティングでは、プログラムの後半にトリプルループ-トリプルループのコンビネーションを成功させ、さらに最後にはトリプルトウループ-シークエンス-トリプルサルコウも確実に決め、3回転-3回転のコンビネーションジャンプを2回披露してみせた。その結果、ミシェル・クワン（2位で銀メダル獲得）を技術点で抑えて総合首位となり、冬季オリンピックのフィギュアスケートでは史上最年少となる15歳8ヶ月での金メダルを獲得した。なおフリーの順位点では9人の審査員のうち6人がリピンスキーに1位、3人がクワンに1位をつけた。アメリカの審査員はクワンに1位をつけたものの、総合的にはリピンスキーが断然優れており、しかもすべてのジャンプで安定した着氷と、スローパートで柔らかなスケーティングを見せていた。

### アマチュア引退・プロスケーターへ
1998年3・4月、地元米国のミネアポリスで開催された、世界選手権では女子シングル2連覇が掛かっていたものの、体調不良により欠場。結局長野オリンピックを最後に、アマチュア競技会から引退を表明する。彼女の年齢の若さと可能性から、オリンピック2大会連続優勝の期待をされていたが、家族と生活する道を選択し、プロスケーターに転向。当時の報道では、プロでもアマでも彼女の受け取る報酬に差はそれほど無いとされ、冬季五輪の金メダルを獲得したリピンスキーに、これ以上のモチベーションを維持することは難しかったといわれていた。
実質僅か2シーズンで国際大会のトップレベルに上り詰め、一気に五輪金メダリストとなった為、早熟の選手の象徴となっている。彼女の余りにも早すぎた引退劇が、のちのオリンピック出場年齢制限の特例撤廃にもつながった。

### プロ転向後

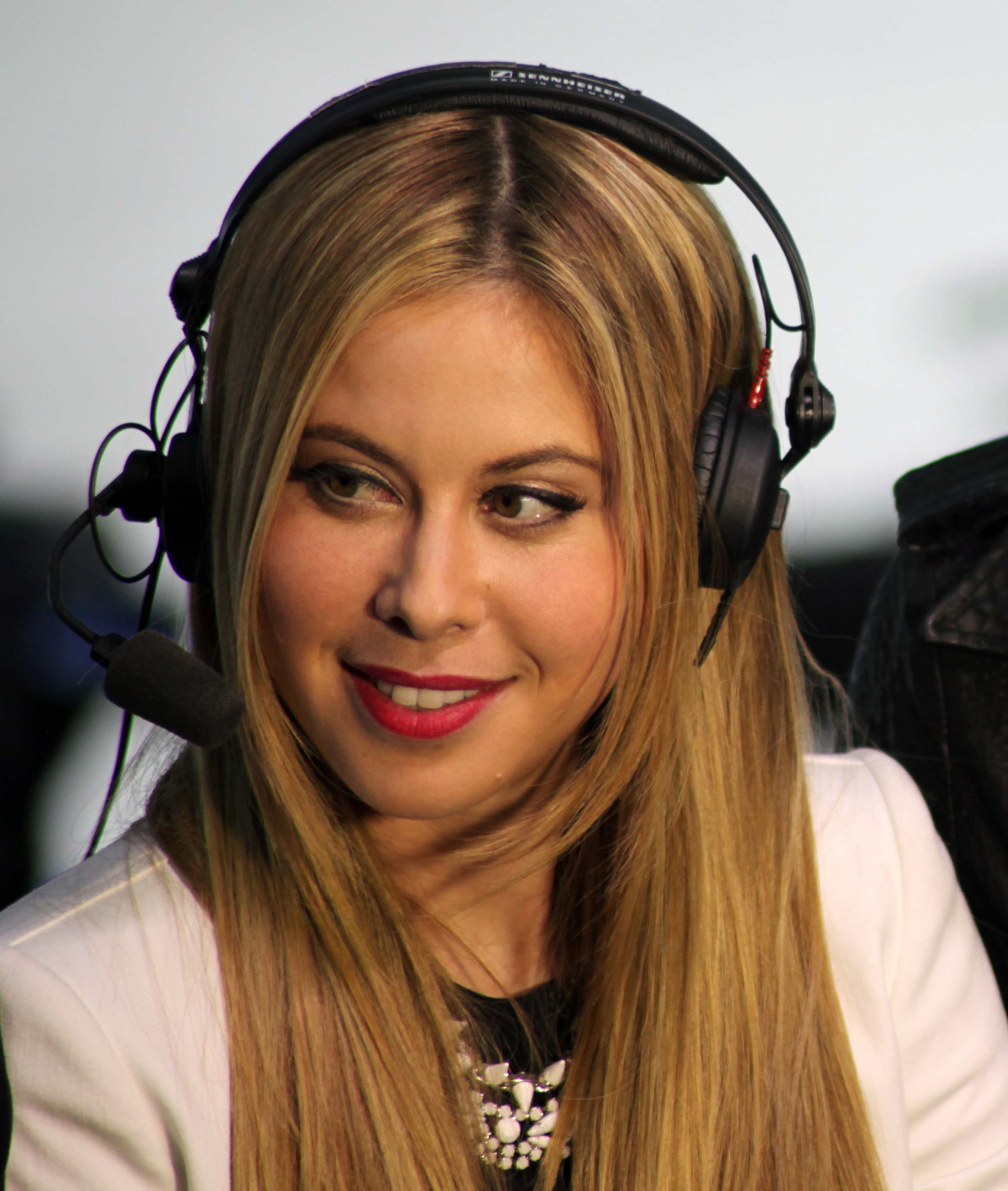
2014年当時のリピンスキー

プロ転向後は体型も大人びて行き、大方のフィギュアスケート選手がそうであるようにジャンプ偏重のプログラムを組むことが困難となった。彼女が思春期の身長と体重が伸びる前に、3回転-3回転の難度の高いプログラムを組むことができ、選手としての最盛期とオリンピックの時期が重複したことは彼女にとっても幸運であったといえる。
プロとしてはアマチュア競技会で得たような成功を収めるには至っていない。多額の契約金、報酬が話題となったが、アイスショーの客層は大人の演技を求めることが多く、周囲のスケーターも彼女より遥かに年上であったりと、若すぎた彼女は順応することが出来なかった。また、ケガなどの理由もあり、プロスケーターとしての活動は休業状態である。
近年は有名人が出演するテレビのバラエティ番組やテレビドラマへのゲスト出演が多い。
2015年の12月に交際中であったテレビプロデューサーのトッド・カポスタシーとの婚約を発表。2017年6月24日に結婚した。

## スケート技術
- 練習では4回転ループも成功していたとされているが、現役の公式試合では1度も挑戦しなかった。現役当時、比較的苦手としていたのは3回転フリップであり、全米選手権（97-98シーズン）のショートプログラムで転倒したため、総合順位でクワンに1位を許したが、それ以外にジャンプのミスは数えるほどしか無い。
- 彼女の得意としていた3回転ループ＋3回転ループは当時、彼女しかできないコンビネーションジャンプであり、このコンビネーションが彼女をオリンピックチャンピオンにしたといわれている。

## 主な戦績
| 大会/年            | 1994-95 | 1995-96 | 1996-97 | 1997-98 |
| ------------------ | ------- | ------- | ------- | ------- |
| オリンピック       |         |         |         | 1       |
| 世界選手権         |         | 15      | 1       |         |
| 全米選手権         | 2 J     | 3       | 1       | 2       |
| GPファイナル       |         |         | 1       | 1       |
| GPスケートアメリカ |         |         |         | 2       |
| GPスケートカナダ   |         |         | 2       |         |
| GPボフロスト杯     |         |         | 2       |         |
| GPラリック杯       |         |         | 3       | 2       |
| ネーベルホルン杯   |         | 4       |         |         |
| 世界Jr.選手権      | 4       | 5       |         |         |

- J = ジュニアクラス

## プログラム
| シーズン  | SP                                              | FS                                                                                  | EX |
| --------- | ----------------------------------------------- | ----------------------------------------------------------------------------------- | -- |
| 1997-1998 | 映画『アナスタシア』 作曲デービッド・ニューマン | 映画『レインボー』 作曲カール・デービス & Scenes of Summer 作曲リー・ホールドリッジ |    |